# Ibra (Stadt)
Ibra (arabisch إبراء, DMG Ibrāʾ) ist die größte Stadt im Gouvernement Schamal asch-Scharqiyya in Oman und dessen Hauptstadt. Ibra ist administrativ auch ein Wilaya des Gouvernements Schamal asch-Scharqiyya. Der Verwaltungsbezirk hat eine Größe von 1233 km² und eine Einwohnerzahl von 27.216 Personen. Die Stadt liegt etwa 140 km südöstlich von Maskat im Landesinneren und hat eine Bevölkerung von etwa 15.000 Menschen. Sie ist eine der ältesten Städte des Oman. In der Stadt befindet sich das Ibra Nursing Institute und das Ibra College of Technology, eines von sieben Technical Colleges in Oman. Seit 2010 befindet sich dort die Universität asch-Scharqiyya.

## Klima
Von November bis März ist es relativ kalt, die Temperaturen können im Dezember bis auf 10 °C sinken. Im Sommer ist es heiß und trocken, die Temperaturen erreichen etwa 50 °C im Juli. Die Niederschlagshäufigkeit ist gering, und vorwiegend auf den Winter beschränkt.

## Persönlichkeiten
- Barakat al-Harthi (* 1988), Sprinter
- Ahmed al-Merjabi (* 1990), Sprinter